# Nikolaj Kalinskij
Nikolaj Nikolaevič Kalinskij (in russo Никола́й Никола́евич Кали́нский?; Mosca, 22 settembre 1993) è un calciatore russo, centrocampista del Nižnij Novgorod.

## Biografia
Sua sorella, Anna Kalinskaya, è una tennista professionista con best ranking WTA alla posizione numero 11. È sposato con la fotografa russa Valeria Kalinskaya, dalla quale ha avuto due figli: Miroslav e Stefan, nati rispettivamente nel 2018 e nel 2023.

## Carriera

### Club
Ha giocato nella prima divisione russa.

### Nazionale
Ha giocato nelle nazionali giovanili russe Under-17, Under-18 ed Under-19.

## Statistiche

### Presenze e reti nei club
Statistiche aggiornate al 27 luglio 2021.
| Stagione               | Squadra                | Campionato             | Campionato | Campionato | Coppe nazionali | Coppe nazionali | Coppe nazionali | Coppe continentali | Coppe continentali | Coppe continentali | Altre coppe | Altre coppe | Altre coppe | Totale | Totale |
| Stagione               | Squadra                | Comp                   | Pres       | Reti       | Comp            | Pres            | Reti            | Comp               | Pres               | Reti               | Comp        | Pres        | Reti        | Pres   | Reti   |
| ---------------------- | ---------------------- | ---------------------- | ---------- | ---------- | --------------- | --------------- | --------------- | ------------------ | ------------------ | ------------------ | ----------- | ----------- | ----------- | ------ | ------ |
| 2013-2014              | Kaluga                 | 2D                     | 22         | 8          | CR              | 0               | 0               |                    | -                  | -                  |             | -           | -           | 22     | 8      |
| 2014-2015              | Kaluga                 | 2D                     | 12         | 1          | CR              | 0               | 0               |                    | -                  | -                  |             | -           | -           | 12     | 1      |
| Totale Kaluga          | Totale Kaluga          | Totale Kaluga          | 34         | 9          |                 | 0               | 0               |                    | -                  | -                  |             | -           | -           | 34     | 9      |
| 2015-2016              | SKA-Chabarovsk         | 1D                     | 13         | 0          | CR              | 2               | 0               |                    | -                  | -                  |             | -           | -           | 15     | 0      |
| 2016-2017              | SKA-Chabarovsk         | 1D                     | 24         | 1          | CR              | 3               | 1               |                    | -                  | -                  |             | -           | -           | 27     | 2      |
| 2017-2018              | SKA-Chabarovsk         | PL                     | 13         | 1          | CR              | 3               | 1               |                    | -                  | -                  |             | -           | -           | 16     | 1      |
| Totale SKA-Chabarovsk  | Totale SKA-Chabarovsk  | Totale SKA-Chabarovsk  | 50         | 2          |                 | 8               | 2               |                    | -                  | -                  |             | -           | -           | 58     | 4      |
| 2018-2019              | Tom' Tomsk             | 1D                     | 30         | 2          | CR              | 1               | 0               |                    | -                  | -                  |             | -           | -           | 31     | 2      |
| lug.-dic. 2019         | Tom' Tomsk             | 1D                     | 24         | 2          | CR              | 2               | 0               |                    | -                  | -                  |             | -           | -           | 26     | 2      |
| Totale Tom' Tomsk      | Totale Tom' Tomsk      | Totale Tom' Tomsk      | 54         | 4          |                 | 3               | 0               |                    | -                  | -                  |             | -           | -           | 57     | 4      |
| gen.-mag. 2020         | Nižnij Novgorod        | 1D                     | 2          | 0          |                 | -               | -               |                    | -                  | -                  |             | -           | -           | 2      | 0      |
| 2020-2021              | Nižnij Novgorod        | 1D                     | 28         | 6          | CR              | 1               | 0               |                    | -                  | -                  |             | -           | -           | 29     | 6      |
| 2021-2022              | Nižnij Novgorod        | PL                     | 1          | 0          | CR              | 0               | 0               |                    | -                  | -                  |             | -           | -           | 1      | 0      |
| Totale Nižnij Novgorod | Totale Nižnij Novgorod | Totale Nižnij Novgorod | 31         | 6          |                 | 1               | 0               |                    | -                  | -                  |             | -           | -           | 32     | 6      |
| Totale carriera        | Totale carriera        | Totale carriera        | 169        | 21         |                 | 12              | 2               |                    | -                  | -                  |             | -           | -           | 181    | 23     |